# Paulinho o Loko
Aliffe Henrique de Carvalho (Machado, 21 de dezembro de 2001), mais conhecido como Paulinho o Loko, é um streamer, youtuber e gamer brasileiro.

## Carreira
Aliffe nasceu em 21 de dezembro de 2001 na cidade de Machado, em Minas Gerais. Inicialmente, Aliffe estabeleceu-se como youtuber em 2015 em seu canal "Modder". Seu primeiro vídeo foi de Grand Theft Auto V, mas também costumava gravar vídeos de trotes. Os vídeos de trotes impulsionaram seu canal, fazendo-o ficar com certa fama. Em 13 de julho de 2018, mostrou seu rosto pela primeira vez em um vídeo em que vai para o shopping. Em 16 de junho de 2020, fez o seu primeiro vídeo em um servidor de roleplay no Grand Theft Auto V. Em 2021, virou streamer da Twitch. Em 2 de setembro de 2022, entrou para a organização de esportes Fluxo.

## Reconhecimento
Aliffe é frequentemente reconhecido como um dos streamers mais assistidos da Twitch. Foi considerado um dos streamers mais assistidos de 2022. Aliffe também apareceu em quinto lugar no ranking mundial de streamers mais assistidos de janeiro.

## Prêmios e indicações
| Ano  | Premiação             | Categoria            | Resultado | Ref   |
| ---- | --------------------- | -------------------- | --------- | ----- |
| 2022 | Prêmio eSports Brasil | Melhor Streamer      | Indicado  | [ 6 ] |
| 2023 | Prêmio eSports Brasil | Melhor Streamer      | Indicado  | [ 7 ] |
| 2023 | Esports Awards        | Streamer of The Year | Indicado  | [ 8 ] |
| 2024 | Prêmio eSports Brasil | Melhor Streamer      | Venceu    | [ 9 ] |